# Аллара-Хайырдах
Аллара-Хайырдах (также Аллараа-Хайырдаах) — пресноводное озеро на северо-востоке Якутии, в Среднеколымском улусе. Расположено на просторах Колымо-Алазейской низменности, в правобережье среднего течения реки Алазея, в 23 км к северо-западу от озера Илька и в 24 км к юго-западу от озера Улах-Улюнг. Форма озера вытянута, заливы на северо-западе. Береговая линия умеренно изрезана. 
Находится на высоте 37 м над уровнем моря. Площадь озера составляет 27,6 км², площадь водосбора — 417 км². Максимальное расстояние между берегами с северо-запада на юго-восток — 10,5 км, ширина не превышает 3,2 км. Впадают реки Аллара-Огуруос и Станнах-Сян. На юго-востоке вытекает река Хайырдах-Сяне. Широкой протокой соединено с озером Кыталыктах на северо-западе.
Берега низкие, преимущественно покрытые тундровым редколесьем, местами заболоченные или покрыты лугами с кустарником.
Ближайший населенный пункт, село Эбях, расположен примерно в 32,5 км к север-северо-востоку.